# 皇后鎮機場
皇后镇国际机场（英語：Queenstown International Airport）位于新西兰南島奧塔哥大區弗蘭克頓，主要负责旅游胜地皇后鎮的各类飞行服务。该机场距离市中心8公里，截至2014年六月，机场共有1,248,878人次由此搭乘航班，并且这个数目还在持续增长中。该机场位列全新西兰第四大最繁忙的机场。

## 机场概况
随着参观皇后鎮游客的数量攀升，皇后镇国际机场已经成为全新西兰较为繁忙的机场之一。国内航线来讲，新西兰航空主营连接皇后鎮与奥克兰，惠灵顿和基督城的飞行业务。与此同时，捷星航空也有相应的皇后鎮至奥克兰的服务。此外，国际航线也在逐渐递增中，尤其是通往悉尼，墨尔本，布里斯班和昆士兰的相应服务。共计五大航空公司承担这些飞行任务，分别是：新西兰航空、捷星航空、澳洲航空和維珍澳洲航空。国际航班型号主要是空中客车A320或波音737新世代。在冬季，机场会更加繁忙，高峰期会有超过40架飞往不同地方的国际航班在此等待服务。

## 飞行航线

### 國際航線
| 航空公司     | 目的地                        |
| ------------ | ----------------------------- |
| 紐西蘭航空   | 雪梨、布里斯本、墨爾本        |
| 捷星航空     | 黄金海岸、雪梨、墨爾本        |
| 澳洲航空     | 雪梨 季節性：布里斯本、墨爾本 |
| 维珍澳洲航空 | 雪梨、布里斯本、墨爾本        |

### 国内航线
| 航空公司         | 目的地                 |
| ---------------- | ---------------------- |
| 紐西蘭航空       | 基督城、奧克蘭、威靈頓 |
| 格伦诺奇航空公司 | 米爾福德峽灣           |
| 巍峨航空         | 瓦納卡                 |
| 捷星航空         | 奧克蘭、威靈頓         |
| 狩獵旅行航空     | 包機：特卡波湖         |

## 外部連結
- 皇后鎮國際機場官方網站 （页面存档备份，存于）
- 格伦诺奇航空公司（Glenorchy Air）官网 （页面存档备份，存于）
- 世界航空数据库中的NZQN机场数据，数据截止日期：2006年10月。